# 上官小威
上官小威（原名鄺南倫，1950年—），香港著名漫畫家。

## 人物
13歲投身香港漫畫行業。兩位兄長上官小寶及上官小龍皆為香港漫畫家。70年代初開始繪畫連環圖。作品有《夜夜奇譚》、《小麒麟》、《方世玉》等，1973年創辦73漫畫。1975年和其兄上官小寶創辦《喜報》。喜報停刊後曾出版《金漫畫》、《南拳北腿》。八十年代玉郎機構負責《漫畫王》，後離開玉郎自組小威出版社，主力編繪驚慄漫畫《迷離世界》（及後來的《魔幻集》），與當年的《迷離境界》（白金龍編繪）、《怪異集》（漢民編繪）鼎足三立。